# 히노 세레가 FC

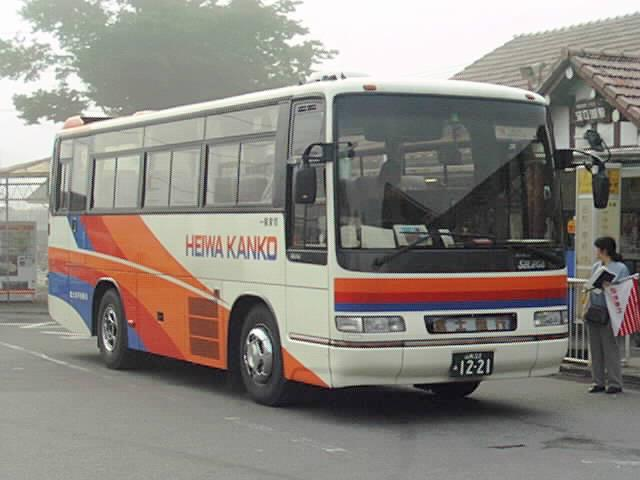
히노 세레가 FC

히노 세레가 FC(영어: Hino S'elega FC, 일본어: 日野・セレガFC)는 일본 히노 자동차가 만든 소형 버스로 1990년부터 2005년까지 생산했다. 또한 1986년에 출시된 9m급 전세버스 사양으로 출시된 히노 RU19 모델이 1990년까지 생산되었다.

## 세부 정보

### P-RU192AA
1986년에 출시된 9m급 전세버스 사양으로 엔진은 H06CT형을 탑재했다. 또한 리프식 서스펜션 사양인 히노 RT 차량도 존재했다. 1990년에 후속 모델인 U-RU1HHAB 차량이 출시되면서 단종되었다.

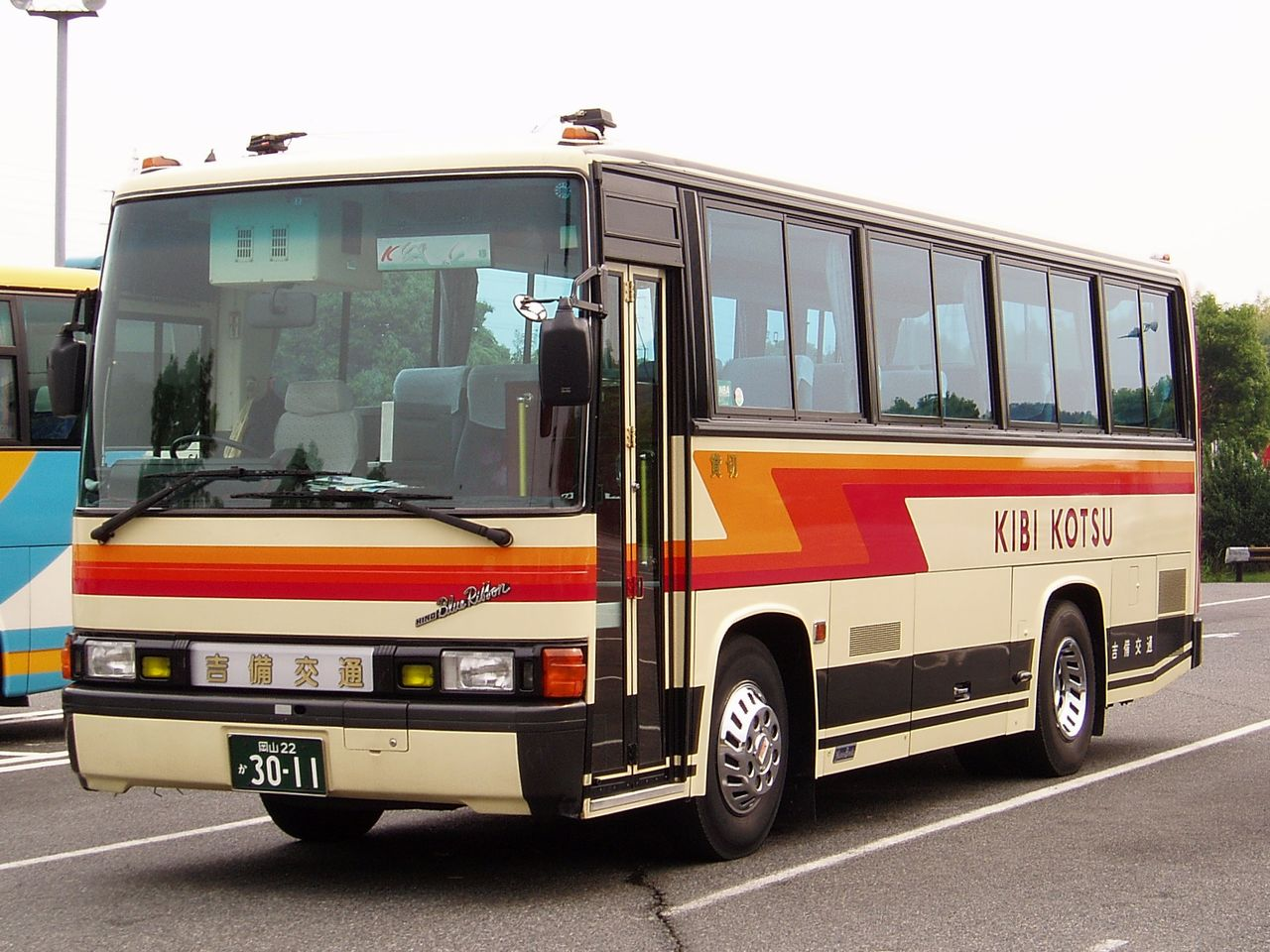
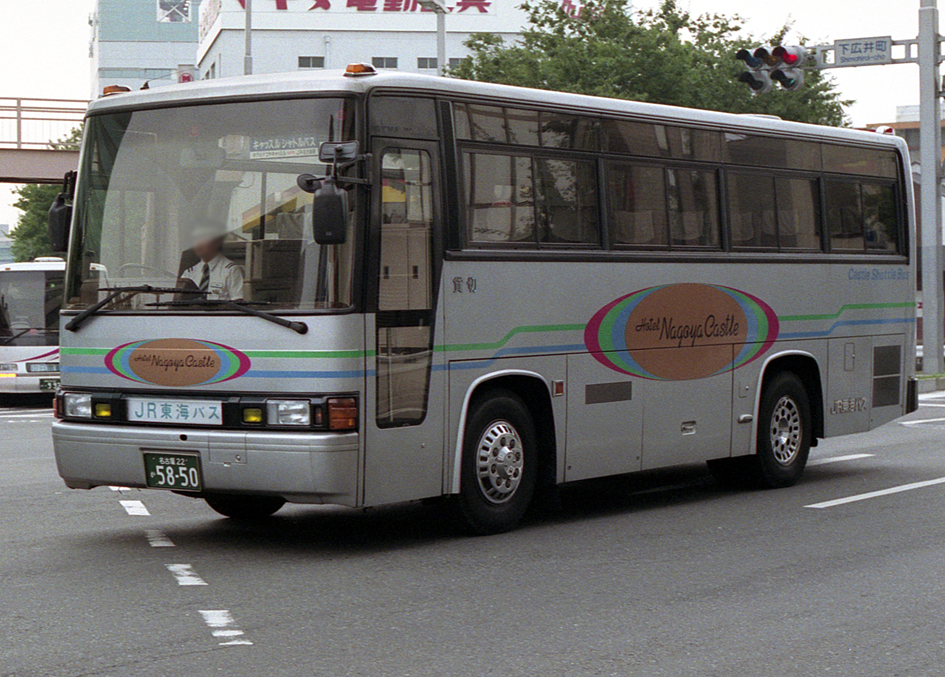

### U-RU1HHAB
1990년에 P-RU192AA 모델의 후속으로 출시되었다. 엔진은 H06C형이 탑재되었다.

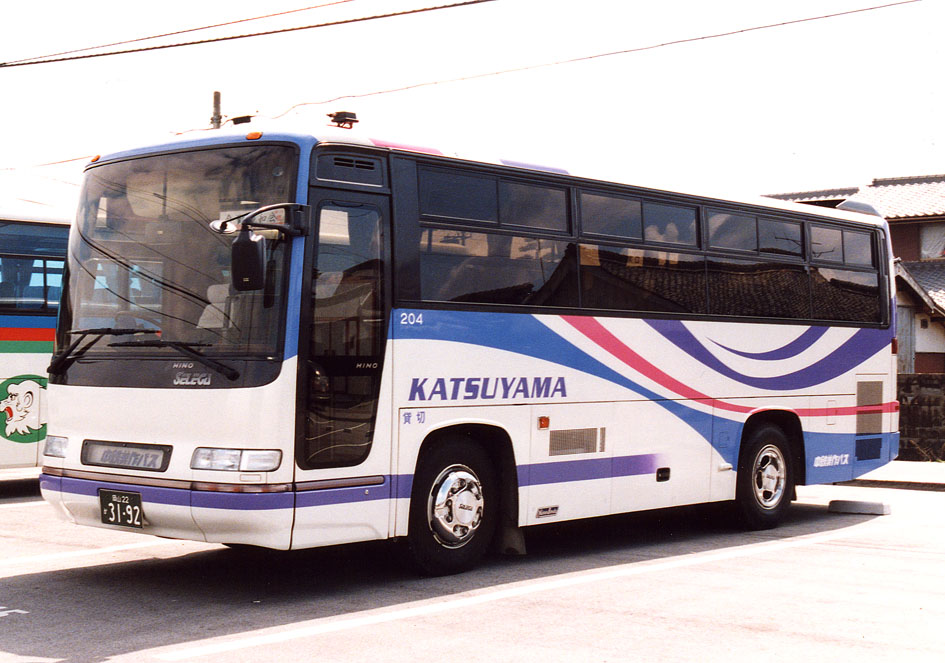
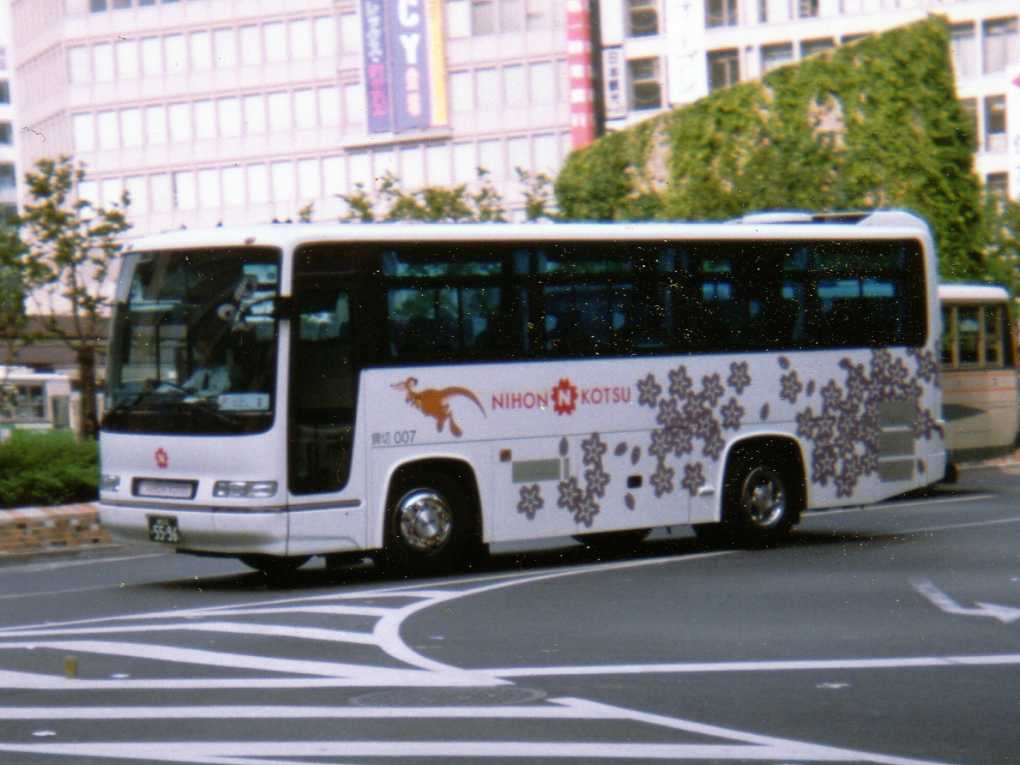

### KC-RU1JHCB
기존 U-RU1HHAB 모델을 마이너 체인지를 한 모델로 1994년에 배출 가스 규제에 맞춰 1995년에 출시되었다. 엔진은 J08C형이 탑재되었다.

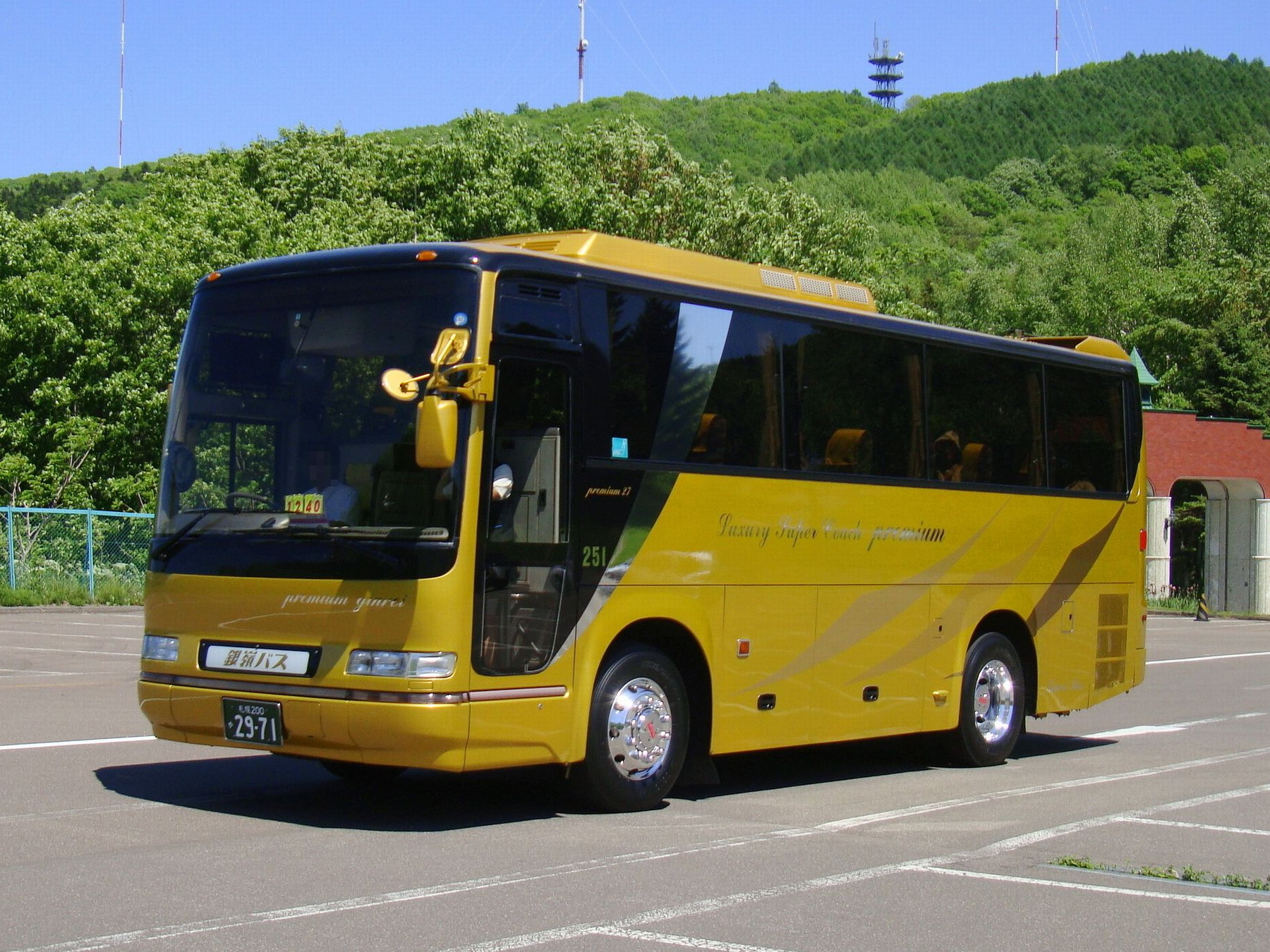
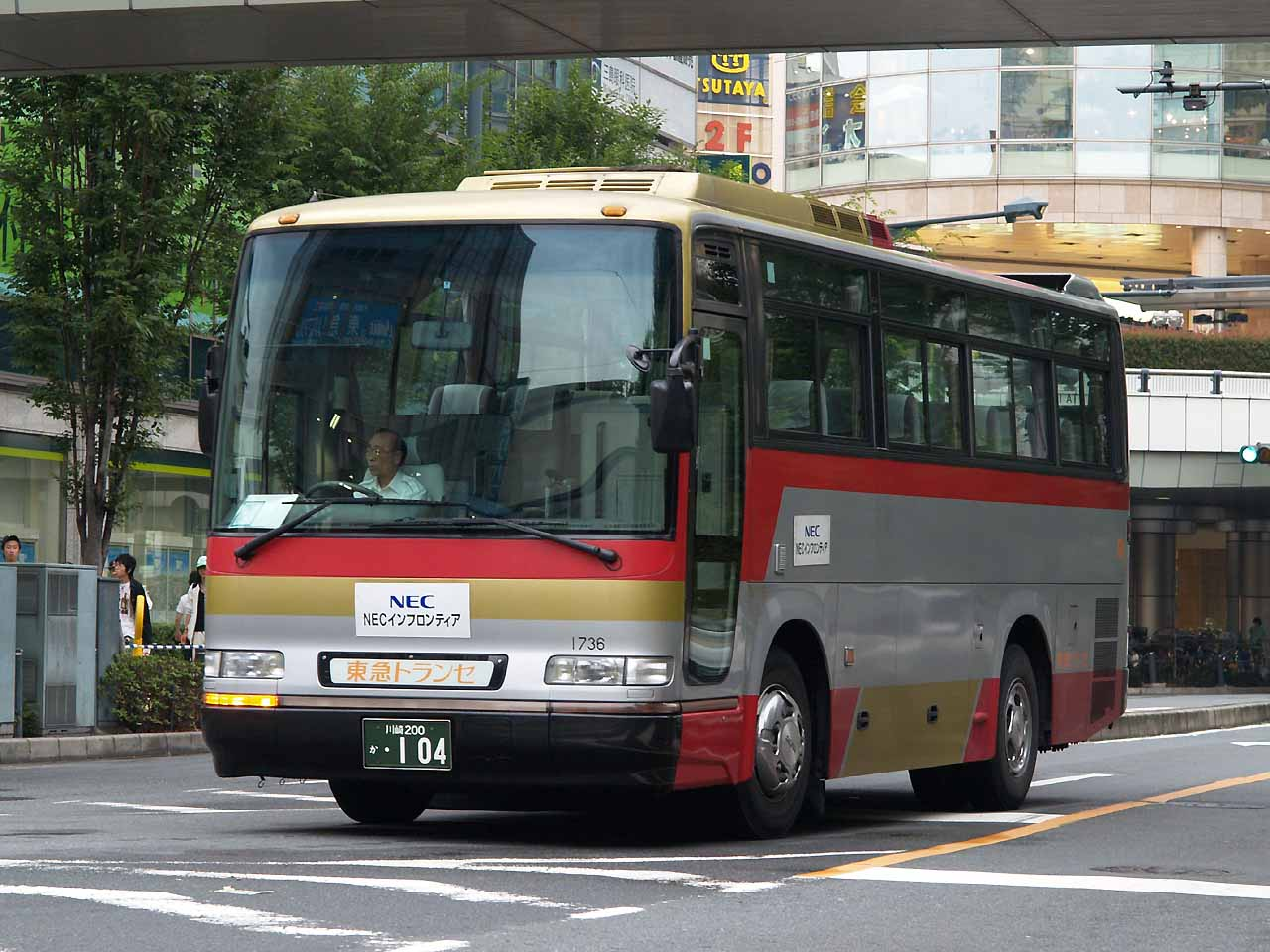

### KL-RU1JHEA
기존 U-RU1HHAB 모델을 마이너 체인지를 한 모델로 1999년에 배출 가스 규제에 맞춰 2000년에 출시되었다. 히노 세레가 R FC 명칭이 부여되었다.

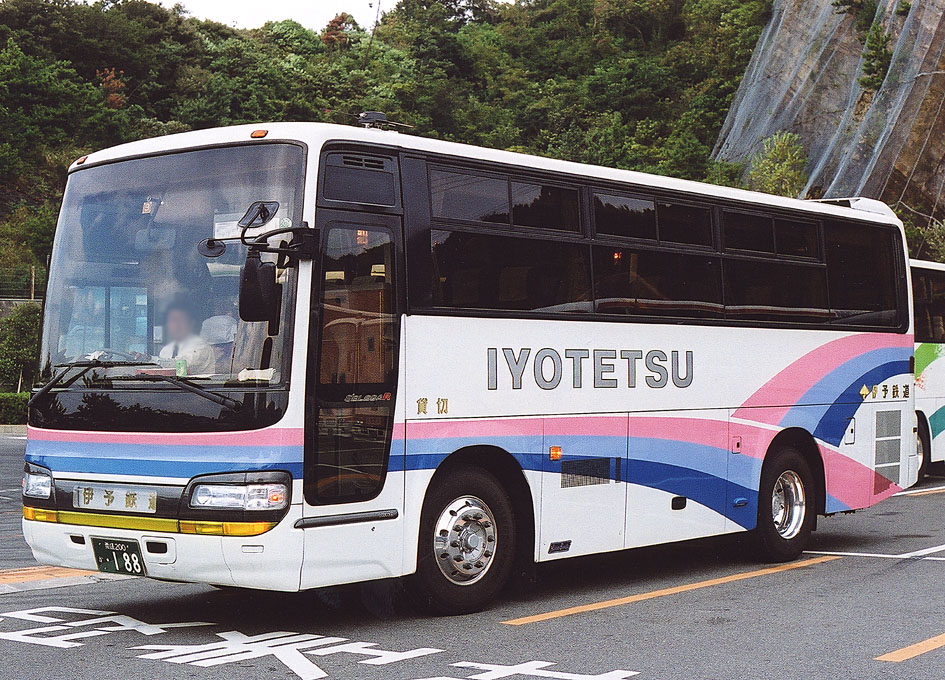
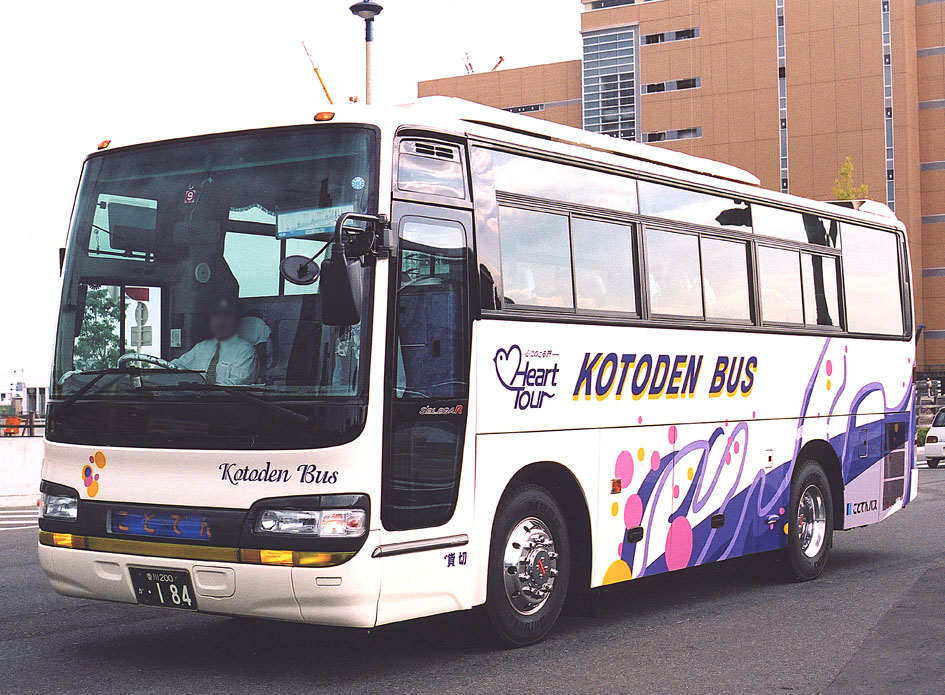
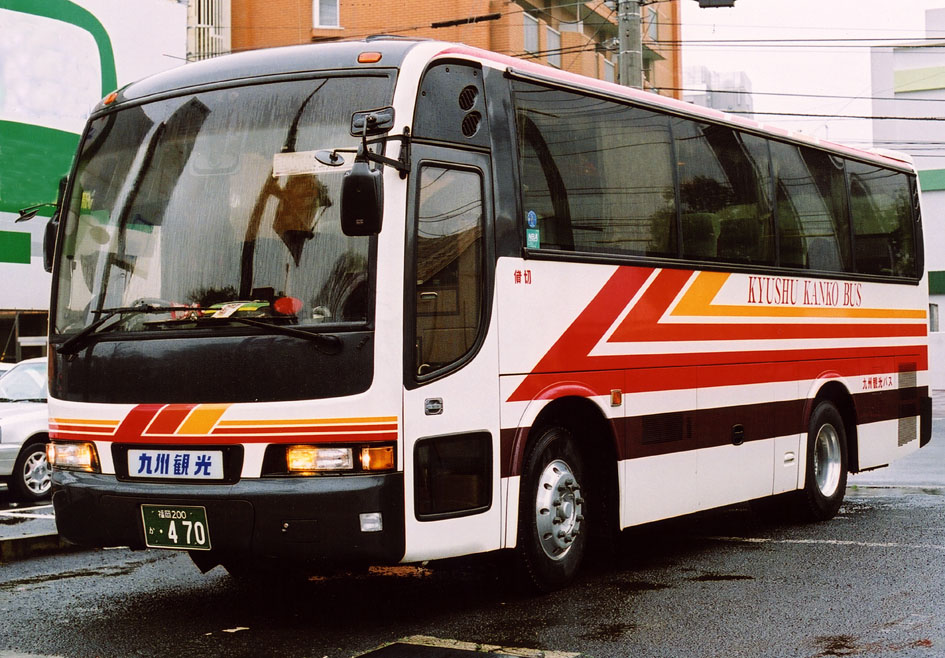

## 같이 보기
- 히노 자동차
- 히노 차체 공업
- 히노 세레가
- 히노 블루 리본